# Matschelsee
Der Matschelsee ist ein ungefähr 52 Meter tiefer See zwischen den Orten Ichenheim (Gemeinde Neuried) und Kürzell (Gemeinde Meißenheim) direkt an der Bundesstraße 36 auf der Gemarkung von Kürzell (Baden-Württemberg). Die Fläche des Sees wurde bis zu seiner Flutung dazu genutzt, Kies und Sand abzubauen.
Der See wird heute vor allem von Anglern und Sporttauchern zur Ausübung ihrer Sportart genutzt und erfreut sich in diesen Kreisen einer steigenden Popularität.
Im Matschelsee befindet sich neben vielen Hechten, Krebsen und anderen Seebewohnern auch ein kleines Wrack in Form eines Fischerbootes, welches oft von Tauchern besichtigt wird.